# گیبریت
گیبریت (به آلمانی: Geberit) شرکت چندملیتی مستقر در سوئیس است. این شرکت متخصص در ساخت و ارائه انواع سیستم‌های دفع فاضلاب و تجهیزات مرتبط با آن می‌باشد.
شرکت گیبریت یکی از شرکت‌های پیشرو در این زمینه در اروپا می‌باشد و از طریق شرکت‌های تابعه آن در کشورهای مختلف جهان فعالیت می‌کند.